# Скрут
«Скрут» — роман писателей Марины и Сергея Дяченко в стиле фэнтези, близкий по жанру к философской притче. Критики называли этот роман «романом дороги», «романом вопросов». Является переходным произведением в творчестве Дяченко: именно тогда стало заметно, что рамки традиционной фэнтези тесны для тех задач, которые Дяченко ставят перед собой и читателями.
В «Скруте» Дяченко пытаются уйти не только от клише фэнтезийного романа, но и от стереотипов любовного романа. Героям «Скрута», оказавшимся в ситуации выбора, приходится решать сложнейшую этическую проблему, не имеющую отношения к чисто развлекательной литературе:300.

## Краткий пересказ сюжета
Бывший послушник скита Святой Птицы Игар и дочь владычной княгини Илаза втайне от всех заключают друг с другом брак на священном алтарном камне, совершив ритуал, связавший их навеки. Однако на обратном пути они попадают в лапы к скруту — чудовищу в облике огромного паука. Чудовище обещает отпустить Илазу лишь при одном условии — если Игар отыщет и приведёт к нему женщину по имени Тиар; иначе Илазе угрожает смерть.
Игар, согласившийся выполнить поручение скрута, совершает длительное путешествие и не раз ошибается, встречая женщин, принимаемых им за Тиар. Параллельно сюжетной линии скитаний Игара в романе присутствует линия взаимоотношений Аальмара и девочки, из которой он, по обычаю своего рода, воспитывает себе жену. В финале Тиар и скрут (бывший рыцарь по имени Аальмар) встречаются через много лет после того, как Тиар невольно предала своего жениха Аальмара и он стал скрутом, не сохранившим в себе почти ничего человеческого и стремящимся только к мести.

## Проблематика
Как отмечают авторы учебного пособия «Русская проза рубежа XX—XXI веков», в «Скруте» затрагиваются вопросы абсолютного добра и зла, вечной любви, возможности самопожертвования.
Литературовед М. Назаренко пишет, что в этом романе Дяченко, в отличие от предыдущих своих романов, ставят героя в этически неразрешимую ситуацию. В «Привратнике» и «Шраме», более ранних произведениях творческого тандема, итог развития героев, их поступки предрешены, и представляет интерес сам процесс этого развития, в «Скруте» же возможности сделать однозначный нравственный выбор у Игара нет. Какое бы решение он ни принял, это решение придётся оплатить чужой жизнью, и уклониться от выбора Игар также не может. Развитие характера главного героя должно привести к принятию решения, и в зависимости от того, что это будет за решение, читателю и предстоит героя судить.
Е. Иванова в журнале «Вопросы литературы» отмечает, что «Скрут» — это «история о том, что нельзя быть счастливым, когда рушится мир. Если ты несешь с собой катастрофу (Аальмар — воин-наёмник, который воюет и убивает за деньги), то катастрофа придет и в твой благополучный дом, принимая самые гнусные формы». Дяченко в романе с высокой достоверностью показывают, что «из безоблачного прошлого вырастает безобразное настоящее. Однако есть здесь и условно-счастливый финал, и вполне явная гуманистическая мораль: невозможно оставаться человеком в бесчеловечном мире, но нужно приложить для этого все имеющиеся у тебя силы. И тогда произойдет чудо, и чудовище, созданное специально затем, чтобы зверски убить некогда любимую девушку, пощадит свою жертву…»
По утверждению критика В. Каплана, «роман „Скрут“ — о способности прощать, о столкновении этических приоритетов в человеческой душе».

## Герои, мир и сюжетные особенности
В романе отсутствует чётко выписанный масштабный, непротиворечивый мир: перечисляются лишь названия городов и сёл провинции Ррок, которую предстоит обойти Игару. Запутанные дороги этой провинции оказываются метафорой невозможной, неразрешимой задачи, стоящей перед героем. Мир и путь тождественны, и тождественны путь и герой. В ходе своих блужданий Игар мало меняется, меняется скорее его отношение к «миссии»: это честный человек, уговаривающий себя совершить предательство каждый раз при встрече с очередной женщиной, которую по ошибке принимает за Тиар. И нашедший, казалось бы, себе оправдание: поскольку скрутом может стать только человек, ставший жертвой страшного, непростительного предательства, совесть Игара должна быть чиста, как совесть не судьи, даже не палача, а конвоира, от которого ничего не зависит.
Любой простой вариант действий (привести к логову скрута солдат, отказаться от поиска Тиар, совершить предательство) оказывается неверным. Авторы перебирают различные варианты, как в детективе, и после их отбрасывания остаётся лишь один путь — скорее не свободный выбор, а осознанная необходимость. В то же время сюжетная линия Игара в какой-то мере однообразна: каждый раз, когда герою кажется, что он нашёл Тиар, и он готов отправиться вместе с ней к скруту, в очередной раз оказывается, что это не она.
Две другие сюжетные линии — сюжетная линия Илазы и сюжетная линия Тиар в детстве — служат контрапунктом к основной, в их основе лежат повторы и вариации основной темы. В главах, где присутствуют Илаза и спрут, читатель обнаруживает, что Илаза на самом деле очень похожа на свою жестокую мать-княгиню, хотя и готова это отрицать. Всю свою силу воли Илаза направляет на одну цель — на выживание, и в то же время это приводит почти к разрушению личности. Героиня выжила, однако любовь умерла, и, когда Игар приходит, чтобы совершить самопожертвование, умереть вместе со своей женой, Илаза называет его «ничтожеством» и «тряпкой», воспринимает эту ситуацию как издёвку судьбы.
Сюжетная линия Тиар, неспешно повествующая о превращении девочки в женщину, относится к сильным страницы романа и не содержит ни лихорадочных метаний, как в линии Игара, ни подчёркнуто-застывшего отчаяния героини, как в линии Илазы, — лишь внимание к деталям и рост души.
Финал романа — открытый, подразумеваются несколько вариантов развязки, и читатель волен выбрать любую из них. Впервые в своём творчестве Дяченко попытались отказаться от моновалентного закрытого финала и использовать финал интерактивный, побуждающий читателя к соразмышлению, соучастию. Такой финал приглашает читателя не откладывать книгу, перевернув последнюю страницу, а вернуться к прочитанному, заново перелистывая некоторые страницы в попытках отыскать разгадку.

## Литературное влияние
В сюжетной линии юной Тиар и рыцаря Аальмара Дяченко использовали сюжет рассказа украинской писательницы Ольги Кобылянской «Назустріч долі» («Навстречу судьбе»), лёгший в основу пролога романа: воин спасает на поле боя девочку. Однако сюжет «Скрута» начинается тем, чем кончается рассказ: воин уезжает, а девочка остаётся мечтать, думать о будущем. Сюжет рассказа настолько органично встроен в роман, что Дяченко не избежали упрёка в плагиате. Марина Дяченко ответила по этому поводу:

Между «Скрутом» и рассказом Кобылянской лежит такая пропасть — жанр, проблематика, сюжет, объем, время, в конце концов… Такая глубокая пропасть, что нам в свое время показалось забавным перебросить через нее куклу Онисю. Маленькую такую куклу из тряпочек и льна, с нарисованными глазами. Как привет из другого мира…
Как показал «Скрут», традиции — образы и сюжеты — украинской литературной классики вполне совместимы с жанром фэнтези.

## Издания
- СПб.: Азбука-Терра, 1997 — (серия «Русское fantasy»).
- М.: Олма-пресс, 2000 — (серия «Иные миры»).
- М.: Эксмо, 2003 — (серия «Нить времен»).
- М.: Эксмо, 2005 — (серия «Триумвират»).
- М.: Эксмо, 2006 — (серия «Шедевры отечественной фантастики»), в сборнике «Петля дорог».
- М.: Эксмо, 2008 — (серия «Миры М. и С. Дяченко»), в сборнике «Бастард».
- М.: Эксмо, 2008 — (серии «Стрела Времени. Миры М. и С. Дяченко», «Стрела Времени»).
- М.: Эксмо, 2010 — (серия «Большая серия русской фантастики»), в сборнике «Хозяин Колодцев».
- М.: Эксмо, 2011 — (серия «Боевая магия»).
- М.: Э, 2017 — (серия «Лучшая фантастика Марины и Сергея Дяченко»).

Также роман был издан на украинском языке киевскими издательствами «Гамазин» и «Зелений пес» в 2009 году.